# NCAA Football 09
NCAA Football 09 est un jeu vidéo de sport (football américain) édité par EA Sports, sorti en 2008 sur Xbox 360, PlayStation 3, Wii, PlayStation 2 et PlayStation Portable.